# High Voltage (International)
 For alternative betydninger, se High Voltage. (Se også artikler, som begynder med High Voltage)
High Voltage er det første internationalt udgivet album af det australske hårde rock band AC/DC som blev udgivet i maj 1976 gennem Atlantic Records. Otte af de ni sange blev skrevet af Angus Young, Malcolm Young, og Bon Scott. "Can I Sit Next to You Girl" blev kun skrevet af Young-brødrene. 
Sporlisten var sat sammen af numre fra de tidligere albums High Voltage (kun udgivet i Australien) og T.N.T. hvor de fleste af numrene stammede fra. 

## Spor

### Spor på CD
1. "It's a Long Way to the Top (If You Wanna Rock 'n' Roll)" – 5:01 (vinyl), 5:12 (CD)
2. "Rock 'n' Roll Singer" – 5:03
3. "The Jack" – 5:52
4. "Live Wire" – 5:49
5. "T.N.T." – 3:34
6. "Can I Sit Next to You Girl" (Young / Young) – 4:11
7. "Little Lover" – 5:39
8. "She's Got Balls" – 4:51
9. "High Voltage" – 4:14

- Spor 1-6 og 9 stammer fra albummet T.N.T. udgivet i december 1975.
- Spor 8 og 7 stammer originalt fra debutalbummet High Voltage udgivet i februar 1975.
- Vinyludgivelserne (inklusive den kvalitetsforbedret CD fra 2003) af High Voltage indeholder en redigeret version af "It's a Long Way to the Top (If You Wanna Rock 'n' Roll)," cd udgivelsen inkludere den originale version.

### Spor på LP

#### Side 1
1. It's A Long Way To The Top (If you wanna rock 'n roll)
2. Rock 'n roll singer
3. The Jack
4. Live Wire

#### Side 2
1. T.N.T.
2. Can i sit next to you girl
3. Little Lover
4. She's got balls
5. High Voltage

## Musikere
- Bon Scott – Vokal
- Angus Young – Leadguitar, bagvokal
- Malcolm Young – Rytmeguitar, bagvokal
- Mark Evans – Basguitar, bagvokal
- Phil Rudd – Trommer, bagvokal
- George Young – Bas på "She's Got Balls" og "Little Lover"
- Tony Currenti – Trommer på "She's Got Balls" og "Little Lover"